# Grupo parlamentario de amistad
En el Congreso de la Nación Argentina, los grupos parlamentarios de amistad son una herramienta de la diplomacia parlamentaria existente desde 2013. A través de estos grupos, parlamentarios pueden entablar relaciones con parlamentos e instituciones de la sociedad civil en el exterior. Se considera que  "los Grupos Parlamentarios de Amistad (GPA) son un mecanismo potencialmente efectivo para la consecución de objetivos comunes valorando la flexibilidad de su funcionamiento y su aptitud para dinamizar agendas de cooperación que tiendan a acrecentar las relaciones recíprocas, a la vez que explorar las posibilidades de nuevos campos de interés común constituyéndose, además, en verdaderos facilitadores parlamentarios de las relaciones bilaterales."
La característica principal de un grupos parlamentarios de amistad es su bi-nacionalidad. Sin embargo, pueden también constituirse para relacionarse con más de un parlamento de países entre los cuales haya un criterio de afinidad que permita ejercer la diplomacia en conjunto, por ejemplo la Unión Europea o África y Medio Oriente. También pueden constituirse para hacerlo con organismos internacionales tales como la UNESCO o UNASUR.

## Actividades
Dentro de los GPA los legisladores se relacionan con sus pares de otros países, integrando y asistiendo a ámbitos parlamentarios mundiales, regionales y binacionales. Esto constituye una modalidad relevante internacionamentel que ha tenido un sustancial crecimiento durante los últimos tiempos en las relaciones entre los Estados. 
Las actividades de los grupos parlamentarios de amistad se llevan a cabo en ámbitos mundiales, como la Unión Interparlamentaria (UIP) y Parlamentarios para la Acción Global (PGA, por sus siglas en inglés), hemisféricos, como la Confederación Parlamentaria de las Américas (COPA), regionales, como el Parlamento Latinoamericano (Parlatino), y subregionales a través de Comisiones Parlamentarias conjuntas como la del Mercosur y la Argentino-Chilena, se han originado en la necesidad de cooperación entre las naciones a través de sus parlamentos.

## Reglamento
Los  grupos parlamentarios de amistad podrán estar integrados tanto por senadores como por diputados y tienen cuatro objetivos principales
1. Reafirmar los lazos de amistad entre los pueblos y la voluntad de cooperación entre las naciones.
2. Fortalecer las relaciones parlamentarias bilaterales a través del diálogo y la comunicación permanente.
3. Abordar conjuntamente temas de interés recíproco y facilitar la articulación de políticas que contribuyan al logro de las aspiraciones comunes.
4. Proponer acuerdos de cooperación parlamentaria y realizar intercambios de antecedentes, proyectos e iniciativas sobre cuestiones de interés común, conjuntamente a las respectivas comisiones permanentes de la H. Cámara.

## Grupos 2018- 2019
La siguiente lista muestra los GPA existentes a diciembre de 2019:
- Grupo Parlamentario de Amistad con la República de Albania, presidido por Fernando Iglesias.
- Grupo Parlamentario de Amistad con República Federal de Alemania, presidido por Cornelia Schmidt-Liermann.
- Grupo Parlamentario de Amistad con el Principado de Andorra, presidido por Pablo Tonelli.
- Grupo Parlamentario de Amistad con Antigua y Barbuda.
- Grupo Parlamentario de Amistad con el Reino de Arabia Saudita, presidido por Diego Mestre.
- Grupo Parlamentario de Amistad con la República Popular de Argelia.
- Grupo Parlamentario de Amistad con la República de Armenia, presidido por Waldo Wolff.
- Grupo Parlamentario de Amistad con la Mancomunidad de Australia, presidido por Marcela Campagnoli.
- Grupo Parlamentario de Amistad con la República de Austria.
- Grupo Parlamentario de Amistad con la República de Azerbaiyán, presidido por Carlos Castagneto.
- Grupo Parlamentario de Amistad con la Mancomunidad de Bahamas.
- Grupo Parlamentario de Amistad con la República Popular de Bangladés, presidido por Marcelo Wechsler.
- Grupo Parlamentario de Amistad con el Reino de Baréin, presidido por Diego Mestre.
- Grupo Parlamentario de Amistad con el Reino de Bélgica.
- Grupo Parlamentario de Amistad con Belice, presidido por Alejandro Echegaray.
- Grupo Parlamentario de Amistad con la República de Benín
- Grupo Parlamentario de Amistad con el Estado Plurinacional de Bolivia.
- Grupo Parlamentario de Amistad con Bosnia y Herzegovina, presidido por Facundo Suaréz Lastra.
- Grupo Parlamentario de Amistad con la República de Botsuana.
- Grupo Parlamentario de Amistad con la República Federativa del Brasil, presidido por Daniel Lipovetsky.
- Grupo Parlamentario de Amistad con la Nación de Brunéi Darussalam.
- Grupo Parlamentario de Amistad con la República de Burkina Faso.
- Grupo Parlamentario de Amistad con el Reino de Bután, presidido por Marcelo Wechsler.
- Grupo Parlamentario de Amistad con la República de Cabo Verde, presidido por Lorena Matzen.
- Grupo Parlamentario de Amistad con el Reino de Camboya.
- Grupo Parlamentario de Amistad con la República de Camerún.
- Grupo Parlamentario de Amistad con Canadá, presidido por Juan Aicega.
- Grupo Parlamentario de Amistad con la República Centroafricana.
- Grupo Parlamentario de Amistad con la República de Chad.
- Grupo Parlamentario de Amistad con la República Checa.
- Grupo Parlamentario de Amistad con la República de Chile.
- Grupo Parlamentario de Amistad con la República Popular de China, presidido por Carmen Polledo.
- Grupo Parlamentario de Amistad con la República de Chipre, presidido por Natalia Villa.
- Grupo Parlamentario de Amistad con la República de Colombia.
- Grupo Parlamentario de Amistad con la República del Congo.
- Grupo Parlamentario de Amistad con la República de Corea, presidido por Karina Banfi.
- Grupo Parlamentario de Amistad con la República de Costa Rica, presidido por Brenda Austin.
- Grupo Parlamentario de Amistad con la República de Costa de Marfil.
- Grupo Parlamentario de Amistad con la República de Croacia, presidido por Facundo Suárez Lastra.
- Grupo Parlamentario de Amistad con la República de Cuba.
- Grupo Parlamentario de Amistad con el Reino de Dinamarca.
- Grupo Parlamentario de Amistad con la Mancomunidad de Dominica.
- Grupo Parlamentario de Amistad con la República Dominicana.
- Grupo Parlamentario de Amistad con la República de Ecuador.
- Grupo Parlamentario de Amistad con la República Árabe de Egipto.
- Grupo Parlamentario de Amistad con los Emiratos Árabes Unidos, presidida por Yanina Gayol.
- Grupo Parlamentario de Amistad con la República Eslovaca.
- Grupo Parlamentario de Amistad con la República de Eslovenia.
- Grupo Parlamentario de Amistad con el Reino de España, presidido por Pablo Tonelli.
- Grupo Parlamentario de Amistad con los Estados Unidos de América, presidido por Silvia Lospennato.
- Grupo Parlamentario de Amistad con la República de Estonia.
- Grupo Parlamentario de Amistad con la República de Finlandia.
- Grupo Parlamentario de Amistad con la República de Fiyi, presidido por Marcela Campagnoli.
- Grupo Parlamentario de Amistad con la República Francesa, presidido por Marcelo Monfort.
- Grupo Parlamentario de Amistad con la República de Gabón.
- Grupo Parlamentario de Amistad con la República de Gambia.
- Grupo Parlamentario de Amistad con Georgia, presidido por Beatriz Ávila.
- Grupo Parlamentario de Amistad con la República de Ghana.
- Grupo Parlamentario de Amistad con la República Helénica.
- Grupo Parlamentario de Amistad con la República de Guinea.
- Grupo Parlamentario de Amistad con la República de Guinea Bissau.
- Grupo Parlamentario de Amistad con la República de Guinea Ecuatorial.
- Grupo Parlamentario de Amistad con la República de Haití.
- Grupo Parlamentario de Amistad con la República de Honduras.
- Grupo Parlamentario de Amistad con Hungría, presidido por Facundo Suárez Lastra.
- Grupo Parlamentario de Amistad con la República de la India, presidido por Marcelo Wechsler.
- Grupo Parlamentario de Amistad con la República de Indonesia, presidido por Álvaro González.
- Grupo Parlamentario de Amistad con Irlanda, presidido por Ezequiel Fernández Langan.
- Grupo Parlamentario de Amistad con la República de Islandia, presidido por María Carla Piccolomini.
- Grupo Parlamentario de Amistad con el Estado de Israel, presidido por Natalia Villa.
- Grupo Parlamentario de Amistad con la República de Italia, presidido por Fernando Iglesias.
- Grupo Parlamentario de Amistad con Jamaica y Santa Lucía.
- Grupo Parlamentario de Amistad con el Estado del Japón, presidido por Alicia Terada.
- Grupo Parlamentario de Amistad con el Reino Hachemita de Jordania.
- Grupo Parlamentario de Amistad con la República de Kazajistán, presidido por Gastón Roma.
- Grupo Parlamentario de Amistad con la República de Kirguistán, presidido por Gastón Roma.
- Grupo Parlamentario de Amistad con la República de Kiribati, presidido por Silvia Lospennato.
- Grupo Parlamentario de Amistad con el Reino de Lesoto.
- Grupo Parlamentario de Amistad con la República de Letonia.
- Grupo Parlamentario de Amistad con la República Libanesa.
- Grupo Parlamentario de Amistad con la República de Liberia.
- Grupo Parlamentario de Amistad con el Principado de Liechtenstein, presidido por Alicia Fregonese.
- Grupo Parlamentario de Amistad con la República de Lituania, presidido por Juan Carlos Villalonga.
- Grupo Parlamentario de Amistad con el Gran Ducado de Luxemburgo.
- Grupo Parlamentario de Amistad con Malasia.
- Grupo Parlamentario de Amistad con la República de Maldivas, presidido por Marcelo Wechsler.
- Grupo Parlamentario de Amistad con la República de Mali.
- Grupo Parlamentario de Amistad con la República de Malta, presidido por Fernando Iglesias.
- Grupo Parlamentario de Amistad con el Reino de Marruecos.
- Grupo Parlamentario de Amistad con la República de las Islas Marshall, presidido por Alicia Terada.
- Grupo Parlamentario de Amistad con la República Islámica de Mauritania.
- Grupo Parlamentario de Amistad con los Estados Unidos Mexicanos, presidido por Alejandro Echegaray.
- Grupo Parlamentario de Amistad con los Estados Federados de Micronesia, presidido por Alicia Terada.
- Grupo Parlamentario de Amistad con el Principado de Mónaco, presidido por Marcelo Monfort.
- Grupo Parlamentario de Amistad con Mongolia, presidido por Carmen Polledo.
- Grupo Parlamentario de Amistad con Montenegro, presidido por Facundo Suárez Lastra.
- Grupo Parlamentario de Amistad con la República de Namibia.
- Grupo Parlamentario de Amistad con la República de Nauru, presidido por Silvia Lospennato.
- Grupo Parlamentario de Amistad con la República Federal Democrática de Nepal, presidido por Marcelo Wechsler.
- Grupo Parlamentario de Amistad con la República de Nicaragua.
- Grupo Parlamentario de Amistad con la República de Niger.
- Grupo Parlamentario de Amistad con la República Federal de Nigeria.
- Grupo Parlamentario de Amistad con el Reino de Noruega, presidido por Carla Piccolomini.
- Grupo Parlamentario de Amistad con Nueva Zelanda, presidido por Pablo Torello.
- Grupo Parlamentario de Amistad con el Sultanato de Omán, presidido por Diego Mestre.
- Grupo Parlamentario de Amistad con el Reino de los Países Bajos, presidido por Lucas Incicco.
- Grupo Parlamentario de Amistad con el Estado de Palestina.
- Grupo Parlamentario de Amistad con la República de Panamá.
- Grupo Parlamentario de Amistad con el Estado Independiente de Papua Nueva Guinea, presidido por Marcelo Campagnoli.
- Grupo Parlamentario de Amistad con la República del Paraguay.
- Grupo Parlamentario de Amistad con la República del Perú.
- Grupo Parlamentario de Amistad con la República de Polonia, presidido por Juan Carlos Villalonga.
- Grupo Parlamentario de Amistad con la República Portuguesa, presidido por Lorena Matzen.
- Grupo Parlamentario de Amistad con el Estado de Catar.
- Grupo Parlamentario de Amistad con el Reino Unido de Gran Bretaña e Irlanda del Norte, presidido por Eduardo Amadeo.
- Grupo Parlamentario de Amistad con la Federación de Rusia, presidido por Gastón Roma.
- Grupo Parlamentario de Amistad con las Islas Salomón, presidido por Marcelo Campagnoli.
- Grupo Parlamentario de Amistad con el Estado Independiente de Samoa, presidido por Pablo Torello.
- Grupo Parlamentario de Amistad con San Cristóbal y Nieves.
- Grupo Parlamentario de Amistad con la Serenísima República de San Marino, presidido por Fernando Iglesias.
- Grupo Parlamentario de Amistad con la República de Santo Tomé y Príncipe.
- Grupo Parlamentario de Amistad con la República de Senegal.
- Grupo Parlamentario de Amistad con la República de Serbia.
- Grupo Parlamentario de Amistad con la República de Sierra Leona.
- Grupo Parlamentario de Amistad con la República de Singapur, presidido por Astrid Hummel.
- Grupo Parlamentario de Amistad con la República Árabe Siria.
- Grupo Parlamentario de Amistad con la República Democrática Socialista de Sri Lanka, presidido por Marcelo Wechsler.
- Grupo Parlamentario de Amistad con la República de Sudáfrica.
- Grupo Parlamentario de Amistad con la República del Sudán, presidido por Sebastián Bragagnolo.
- Grupo Parlamentario de Amistad con el Reino de Suecia.
- Grupo Parlamentario de Amistad con la Confederación Suiza, presidido por Alicia Fregonese.
- Grupo Parlamentario de Amistad con el Reino de Tailandia.
- Grupo Parlamentario de Amistad con la República Democrática de Timor Leste, presidido por Álvaro González.
- Grupo Parlamentario de Amistad con la República de Togo.
- Grupo Parlamentario de Amistad con la República Tunecina.
- Grupo Parlamentario de Amistad con la República de Turkmenistán, presidido por Gastón Roma.
- Grupo Parlamentario de Amistad con la República de Turquía, presidido por Beatriz Ávila.
- Grupo Parlamentario de Amistad con Tuvalu, presidido por Silvia Lospennato.
- Grupo Parlamentario de Amistad con Ucrania, presidido por Jorge Enríquez.
- Grupo Parlamentario de Amistad con la República Oriental del Uruguay, presidido por Lucila Lehmann.
- Grupo Parlamentario de Amistad con la República de Uzbekistán, presidido por Gastón Roma.
- Grupo Parlamentario de Amistad con la República de Vanuatu, presidido por Marcela Campagnoli.
- Grupo Parlamentario de Amistad con el Estado de la Ciudad del Vaticano, presidido por Horacio Goicochea.
- Grupo Parlamentario de Amistad con la República Socialista de Vietnam, presidido por Sergio Wisky.
- Grupo Parlamentario de Amistad con la República de Yemen, presidido por Diego Mestre.
- Grupo Parlamentario de Amistad con la República de Zambia.
- Grupo Parlamentario de Amistad con la República de Zimbabue.

## Grupos 2016- 2017
Estos fueron los grupos constituidos en el periodo legislativo 2016-2017:
- Grupo Parlamentario de Amistad con África y Medio Oriente, presidido por Nicolás Massot.
- Grupo Parlamentario de Amistad con República Federal de Alemania, presidido por Cornelia Schmidt-Liermann.
- Grupo Parlamentario de Amistad con la República de Armenia, presidido por Waldo Wolff.
- Grupo Parlamentario de Amistad con la República de Azerbaiyán, presidido por Patricia Giménez.
- Grupo Parlamentario de Amistad con la República Federativa del Brasil, presidido por Daniel Lipovetsky.
- Grupo Parlamentario de Amistad con Canadá, presidido por María Paula Lopardo.
- Grupo Parlamentario de Amistad con la República Popular China, presidido por Eduardo Amadeo.
- Grupo Parlamentario de Amistad con la República de Corea, presidido por Karina Banfi.
- Grupo Parlamentario de Amistad con el Reino de España, presidido por Pablo Tonelli.
- Grupo Parlamentario de Amistad con los Estados Unidos de América, presidido por Graciela Camaño.
- Grupo Parlamentario de Amistad con la República Francesa, presidido por Marcelo Monfort.
- Grupo Parlamentario de Amistad con la República de la India, presidido por Marcelo Wechsler.
- Grupo Parlamentario de Amistad con el Estado de Israel, presidido por Soledad Martínez.
- Grupo Parlamentario de Amistad con la República de Italia, presidido por Luciano Laspina.
- Grupo Parlamentario de Amistad con el Estado del Japón, presidido por Alicia Terada.
- Grupo Parlamentario de Amistad con los Estados Unidos Mexicanos, presidido por Ana Laura Martínez.
- Grupo Parlamentario de Amistad con la OCDE, presidido por Patricia Giménez.
- Grupo Parlamentario de Amistad con la República del Paraguay, presidido por Eliza Carrió.
- Grupo Parlamentario de Amistad con el Reino Unido de Gran Bretaña e Irlanda del Norte, presidido por Margarita Stolbitzer.
- Grupo Parlamentario de Amistad con la Federación de Rusia, presidido por Gastón Roma.
- Grupo Parlamentario de Amistad con Ucrania, presidido por Álvaro González.
- Grupo Parlamentario de Amistad con UNASUR, presidido por Jorge D'Agostino.
- Grupo Parlamentario de Amistad con UNESCO, presidido por Alicia Besada.
- Grupo Parlamentario de Amistad con la República Bolivariana de Venezuela, presidido por José Luis Patiño.
- Grupo Parlamentario de Amistad con la República Socialista de Vietnam, presidido por Elva Balbo.

## Grupos 2014-2015
Estos fueron los grupos constituidos en el periodo legislativo 2014-2015:
- Grupo Parlamentario de Amistad con República Federal de Alemania, presidido por Jorge Landau.
- Grupo Parlamentario de Amistad con Arabia Saudita, presidido por Lautaro Gervasoni.
- Grupo Parlamentario de Amistad con la República Popular de Argelia, presidido por Juan Manuel Pedrini.
- Grupo Parlamentario de Amistad con la República de Armenia, presidido por Cristina Ziebart.
- Grupo Parlamentario de Amistad con ASEAN, presidido por María Eugenia Zamarreño.
- Grupo Parlamentario de Amistad con la República de Azerbaiyán, presidido por Julia Perié.
- Grupo Parlamentario de Amistad con el Estado Plurinacional de Bolivia, presidido por Gastó Harispe.
- Grupo Parlamentario de Amistad con la República de Chile, presidido por Martín Pérez.
- Grupo Parlamentario de Amistad con la República Popular China, presidido por Omar Perotti.
- Grupo Parlamentario de Amistad con la República de Colombia. presidido por María Ester Balcedo.
- Grupo Parlamentario de Amistad con la República de Corea, presidido por Alberto Ciampini.
- Grupo Parlamentario de Amistad con la República de Cuba, presidido por Carlos Heller.
- Grupo Parlamentario de Amistad con la República de Ecuador presidido por Horacio Pietragalla Corti.
- Grupo Parlamentario de Amistad con la República Árabe de Egipto, presidido por Andrea García.

- Grupo Parlamentario de Amistad con los Emiratos Árabes Unidos, presidido por Dante González.
- Grupo Parlamentario de Amistad con el Reino de España, presidido por Mónica Gutiérrez.
- Grupo Parlamentario de Amistad con los Estados Unidos de América, presidido por José Uñac.
- Grupo Parlamentario de Amistad con la República Francesa, presidido por Eric Calcagno.
- Grupo Parlamentario de Amistad con la República Helénica, presidido por Mario Metaza.
- Grupo Parlamentario de Amistad con la República de la India, presidido por Juan Carlos Días Roig.
- Grupo Parlamentario de Amistad con el Estado de Israel, presidido por Alfredo Dato.
- Grupo Parlamentario de Amistad con la República de Italia, presidido por Claudia Giaccone.
- Grupo Parlamentario de Amistad con el Estado de Kuwait, presidido por Daniela Castro.
- Grupo Parlamentario de Amistad con la República Libanesa, presidido por Alejandro Abraham
- Grupo Parlamentario de Amistad con la República de Nicaragua, presidido por Carlos Raimundi.
- Grupo Parlamentario de Amistad con el Estado de Palestina, presidido por Leonardo Grosso.
- Grupo Parlamentario de Amistad con el Estado de Quatar, presidido por Verónica Magario.
- Grupo Parlamentario de Amistad con la Federación de Rusia, presidido por Benjamin Bromberg.
- Grupo Parlamentario de Amistad con la Confederación Suiza, presidido por Cornelia Schmidt Liermann.
- Grupo Parlamentario de Amistad con la República Tunecina, presidido por Nilda Mabel Carrizo.
- Grupo Parlamentario de Amistad con la República de Turquía, presidido por Gustavo Fernández Mendia.
- Grupo Parlamentario de Amistad con Ucrania, presidido por Oscar Redczuk.
- Grupo Parlamentario de Amistad con UNASUR, presidido por Julio Solanas.
- Grupo Parlamentario de Amistad con la UNESCO, presidido por María del Carmen Bianchi.
- Grupo Parlamentario de Amistad con la República Oriental del Uruguay, presidido por Sandra Mendoza.
- Grupo Parlamentario de Amistad con la República Bolivariana de Venezuela, presidido por Ana Carolina Gaillard.
- Grupo Parlamentario de Amistad con la República Socialista de Vietnam, presidido por Ricardo Cuccovillo.

## Grupos 2012-2013
Estos fueron los grupos constituidos en el periodo legislativo 2012-2013:
- Grupo Parlamentario de Amistad con República Federal de Alemania, presidido por Jorge Landau.
- Grupo Parlamentario de Amistad con el Reino de Arabia Saudita, presidido por Rubén Sciutto.
- Grupo Parlamentario de Amistad con la República de Armenia, presidido por Cristina Ziebart.
- Grupo Parlamentario de Amistad con ASEAN, presidido por María Eugenia Zamarreño.
- Grupo Parlamentario de Amistad con la República de Austria, presidido por Carlos Kunkel.
- Grupo Parlamentario de Amistad con la República de Azerbaiyán, presidido por Roberto Mouilleron.
- Grupo Parlamentario de Amistad con la República Federativa del Brasil, presidido por Rosana Bertone.
- Grupo Parlamentario de Amistad con Canadá, presidido por Javier Tineo.
- Grupo Parlamentario de Amistad con la República Popular China, presidido por Omar Perotti.
- Grupo Parlamentario de Amistad con la República de Corea, presidido por Alberto Ciampini.
- Grupo Parlamentario de Amistad con la República de Costa Rica, presidido por María Inés Pilatti Vergara.
- Grupo Parlamentario de Amistad con la República de Croacia, presidido por María Eugenia Bernal.
- Grupo Parlamentario de Amistad con la República de Cuba, presidido por Carlos Heller.
- Grupo Parlamentario de Amistad con la República de Ecuador, presidido por Horacio Pietragalla Corti.
- Grupo Parlamentario de Amistad con el Reino de España, presidido por Mónica Gutiérrez.
- Grupo Parlamentario de Amistad con los Estados Unidos de América, presidido por José Uñac.
- Grupo Parlamentario de Amistad con la República Francesa, presidido por Eric Calcagno.
- Grupo Parlamentario de Amistad con la República Helénica, presidido por Mario Metaza.
- Grupo Parlamentario de Amistad con la República de Hungría, presidido por María Teresa García.
- Grupo Parlamentario de Amistad con la República de la India, presidido por Carmen Nebreda.
- Grupo Parlamentario de Amistad con la República de Indonesia, presidido por Mara Brawer.
- Grupo Parlamentario de Amistad con la República de Italia, presidido por Claudia Giaccone.
- Grupo Parlamentario de Amistad con la República de Japón, presidido por Alicia Comelli.
- Grupo Parlamentario de Amistad con el Reino de Marruecos, presidido por Jorge Cejas.
- Grupo Parlamentario de Amistad con la República de Nicaragua, presidido por Carlos Raimundi.
- Grupo Parlamentario de Amistad con el Estado de Palestina, presidido por María Helena Chieno.
- Grupo Parlamentario de Amistad con la República de Pakistán, presidido por Federico Pinedo.
- Grupo Parlamentario de Amistad con la República de Paraguay, presidido por José Mongelo.
- Grupo Parlamentario de Amistad con la República del Perú, presidido por Mario Oporto.
- Grupo Parlamentario de Amistad con la Federación de Rusia, presidido por Benjamin Bromberg.
- Grupo Parlamentario de Amistad con la República Árabe Siria, presidido por Omar Felix.
- Grupo Parlamentario de Amistad con la República de Sudáfrica, presidido, por Julián Obiglio.
- Grupo Parlamentario de Amistad con la Confederación Suiza, presidido por Cornelia Schmidt Liermann.
- Grupo Parlamentario de Amistad con la UNESCO, presidido por Celia Arena.
- Grupo Parlamentario de Amistad con la República Oriental del Uruguay, presidido por Julio Solanas.
- Grupo Parlamentario de Amistad con la República Bolivariana de Venezuela, presidido por Adela Segarra.
- Grupo Parlamentario de Amistad con la República Socialista de Vietnam, presidido por Ricardo Cuccovillo.